# Neves magyar buddhisták listája
Ebben a cikkben a buddhizmus minden ágáról azon neves magyar buddhisták szerepelnek, akik nemzeti vagy nemzetközi jelentőséggel bírnak. Annak megállapítása, hogy valaki buddhista vagy sem, nem mindig egyértelmű, így a listán esetlegesen előfordulhatnak vitatott személyek is. Olyanok is szerepelhetnek a listán, akik csak barátkoznak/barátkoztak a buddhista vallással, filozófiával, vagy tudománnyal.

## Történelmi személyek
- Kőrösi Csoma Sándor (1784-1842), nyelvtudós, a tibetológia megalapítója, az első magyar bódhiszattva
- Mednyánszky László (1852-1919), festő
- Hollósy József (1860-1898), festő
- Vágó László, nagykereskedő
- Gárdonyi Géza (1863-1922), író, hitt a lélekvándorlásban és egy időben buddhista akart lenni.[1][2]
- Schmidt József (1868-1933), indogermanista, nyelvész, egyetemi tanár
- Kövesházi Kalmár Elza (1876-1956), szobrász
- A Magyar Buddhista csoport tagjai: Vágó László, Gulyás Ferenc, Kovács György (Hopp F. Múzeum, könyvtáros), Rohonczy János és Boromisza Tibor (1880-1960), festő
- Hetényi Ernő (1912-1999), író, költő, műfordító, orientalista, tibetológus, buddhológus
- Ferenczy Árpád (1877-cc1930), jogi író, jogakadémiai tanár, buddhista szerzetes
- Lénard Jenő (1878-1924), filozófus, orientalista, író
- Trebitsch Ignác (1879-1943), kalandor, presbiteriánus lelkész, buddhista szerzetes
- Felvinczi Takács Zoltán (1880-1964), művészettörténész
- Baktay Ervin (1890-1963), festőművész, orientalista, művészettörténész, író
- Hamvas Béla (1897-1968), író, filozófus, esztéta
- Tamkó Sirató Károly (1905-1980), költő, művészetfilozófus, műfordító
- Rács Géza (1923-1983), költő, buddhista tanító, első magyarországi sztúpa

## Kortárs buddhisták
- Dobosy Antal (1941-), matematikus, zen buddhista tanító
- Horváth József (1943-), Buddhista Misszió egykori vezetője
- Terebess Gábor (1944-), író, műfordító, keramikus, könyvtervező, orientalista
- Farkas Pál (1946), buddhista tanító, fordító
- Mireisz László (1950-), író, spirituális tanító, filozófus
- Pressing Lajos (1953-), pszichológus, buddhista tanító, mesekutató, esszéíró
- Szathmári Botond (1957-), filozófus, kulturális antropológus
- Tenigl-Takács László (1958-), író, költő, filozófus
- Fórizs László (1959-), pedagógus, műfordító
- Füzeskúti Ferenc (Láma Csöpel),
- Derdák Tibor (1961-), tanár, szociológus, politikus, országgyűlési képviselőa, a sajókazai Dr. Ámbédkar Iskola igazgatója
- Farkas Attila Márton (1965-), egyiptológus, kulturális antropológus, vallástörténész, publicista, esszéista
- Agócs Tamás (1966-), tibetológus buddhológus, buddhista tanító
- Chong An Sunim (1966-), magyar-angol tanár, a koreai Taego-rend zen mestere és zen szerzetese, az Eredeti Fény Zen Templomának alapító apátja, tanító
- Cser Zoltán (1970-), buddhista tanító, jógaoktató, tolmács
- Gerhard Ákos (1971), sinológus, buddhista tanító
- Galambos Péter (1971-2019), csan buddhista, tantrikus és dzokcsen tanító[3]
- Tarr Bence László (1974-), kulturális antropológus, filozófus, író, költő, orientalista, buddhista tanító
- Karsai Gábor (1974-), filozófus, vallástudós, buddhista tanító

## Buddhisták, akik más területről (is) ismertek
- Laár András (1955-),[4] humorista, költő, zeneszerző, színész, buddhista pap
- Nagy Ákos (1982) - zeneszerző, tanár
- Csepregi Éva (1955-)[5] – énekesnő, színésznő, a Neoton Família tagja.
- Kulka János (1958-)[6] – Kossuth-díjas és Jászai Mari-díjas magyar színművész, érdemes és kiváló művész.
- Pityinger László (Dopeman (1974-), rapper, producer, hitelközvetítő
- Ábel Anita (1975-)[7] – színésznő, televíziós műsorvezető.
- Bereczki Zoltán (1976-) színész, énekes, zenei producer
- Szinetár Dóra (1976-), színésznő, énekesnő[8]
- Kékesi Balázs (1977-), a Bëlga zenekar egyik alapító tagja, ruhaipari technikus, kommunikációs szakember, buddhista tanító, filozófus
- Steiner Kristóf (1982-), újságíró, szinkrondramaturg, színész[9]